# Rehau
Pour les articles homonymes, voir Rehau (entreprise).
Rehau est une ville de Haute-Franconie en Bavière, Allemagne.